# Adèle-Anaïs Toudouze
Adèle-Anaïs Toudouze (Paris, 22 de março de 1822 – Paris, 15 de agosto de 1899 foi uma pintora e ilustradora de moda francesa.

## Biografia
Filha do pintor e litógrafo Alexandre-Marie Colin e de sua esposa, também pintora, era a segunda irmã mais velha da família Colin. Ela tinha uma irmã mais velha, Héloïse, e duas irmãs mais novas, Laure e Isabelle. Todas as irmãs eram artistas. Héloïse e Anaïs trabalharam juntas em muitos projetos de ilustração de moda e tinham estilos semelhantes. Elas vieram de uma linhagem de artistas que inclui Jean-Baptiste Greuze. As filhas aprenderam habilidades com o pai em vez de frequentar uma academia.

Ilustrações de Adèle-Anaïs Toudouze
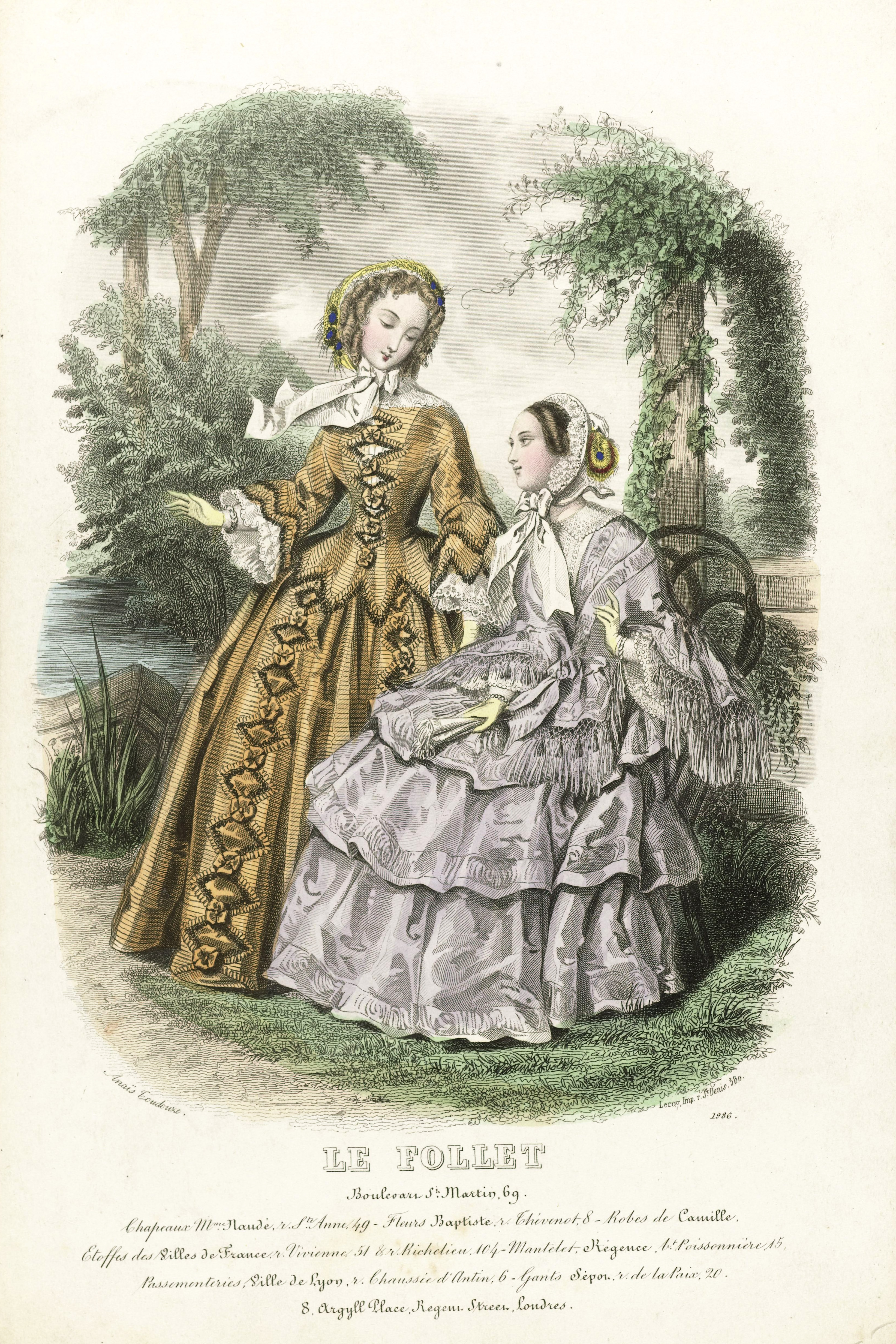
Chapeaux (1855), publicado em Le Follet.
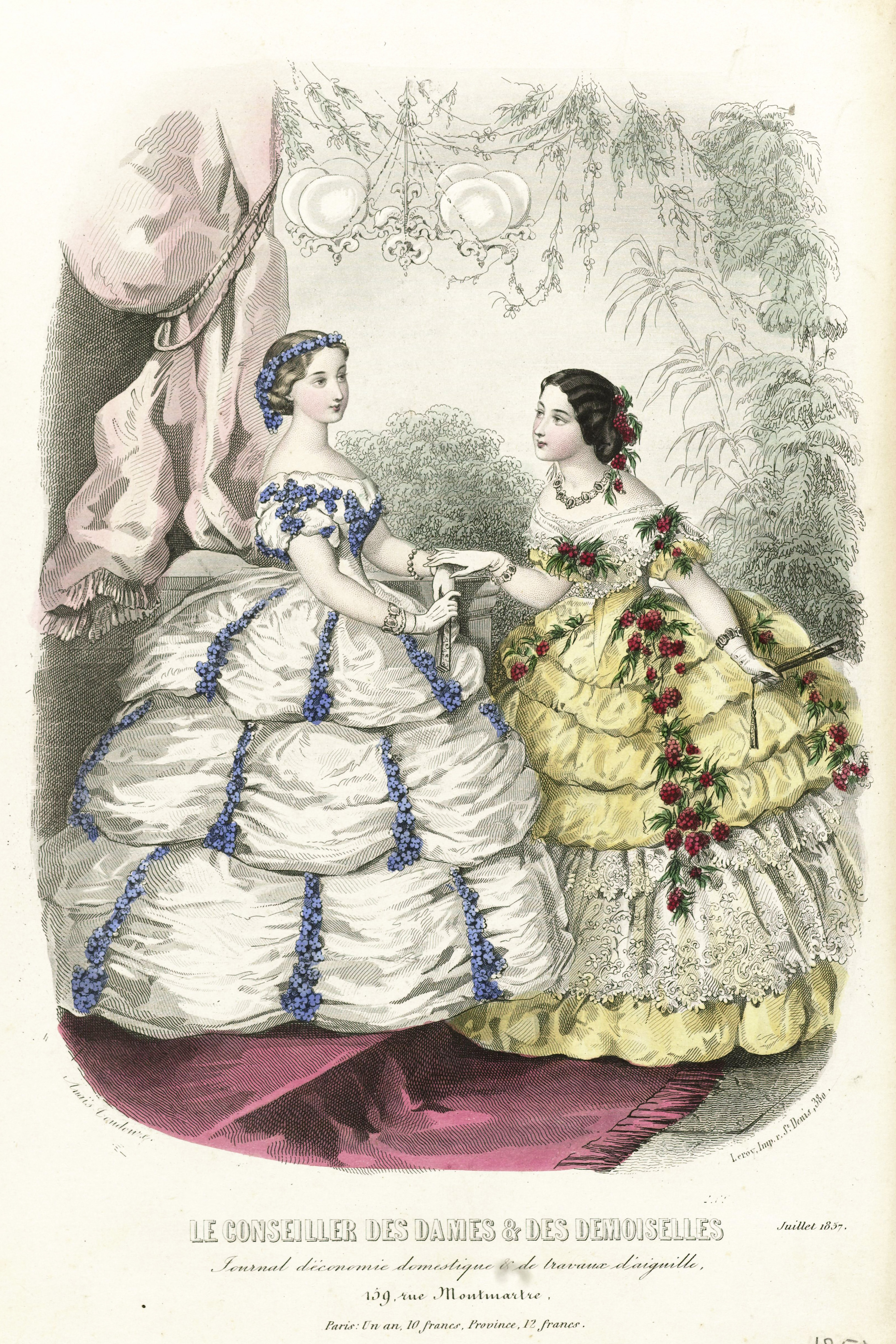
Gravura publicada em Le Conseiller des dames et des demoiselles (1857).
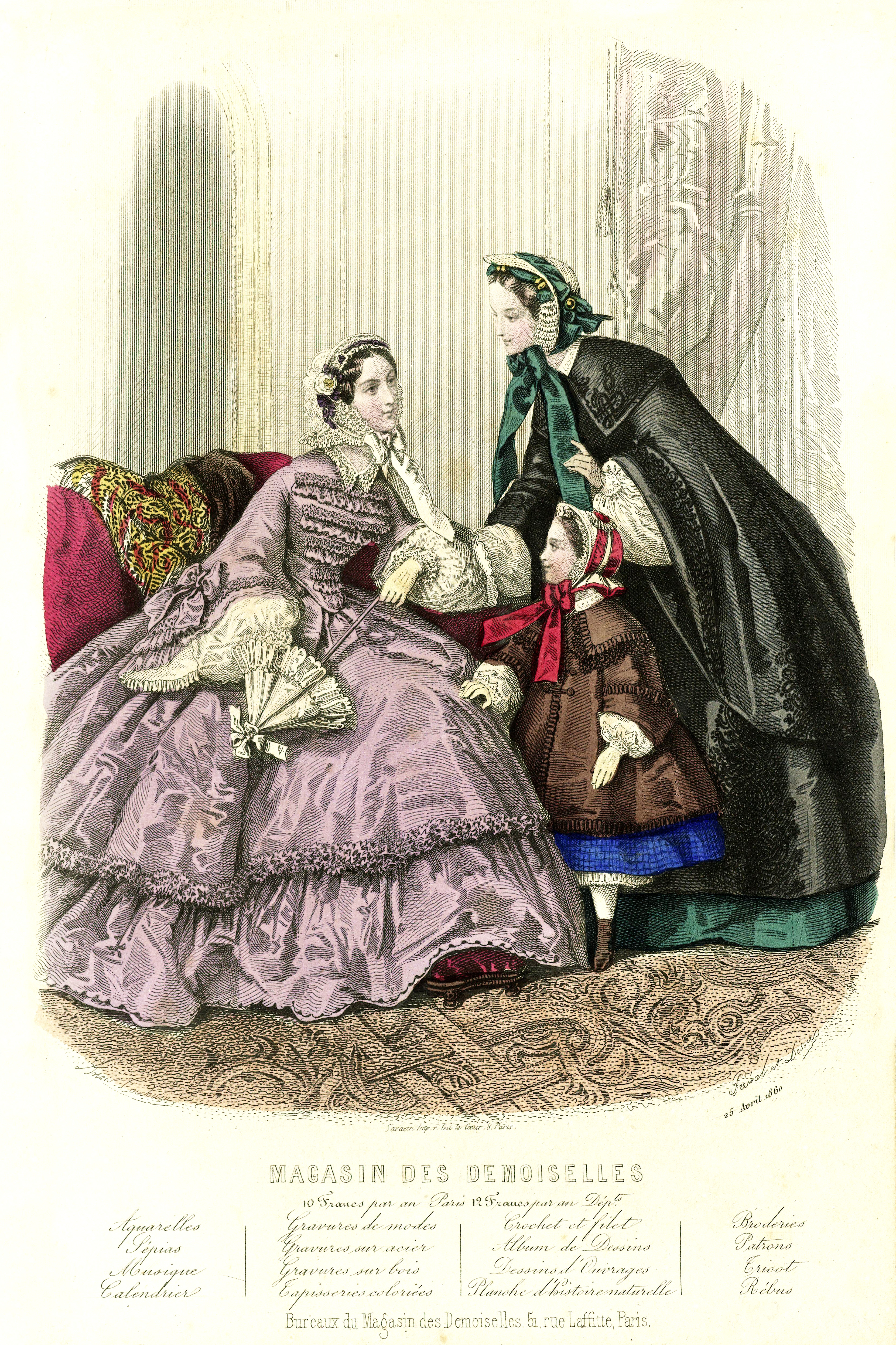
Gravura publicada em Magasin des demoiselles (1860).
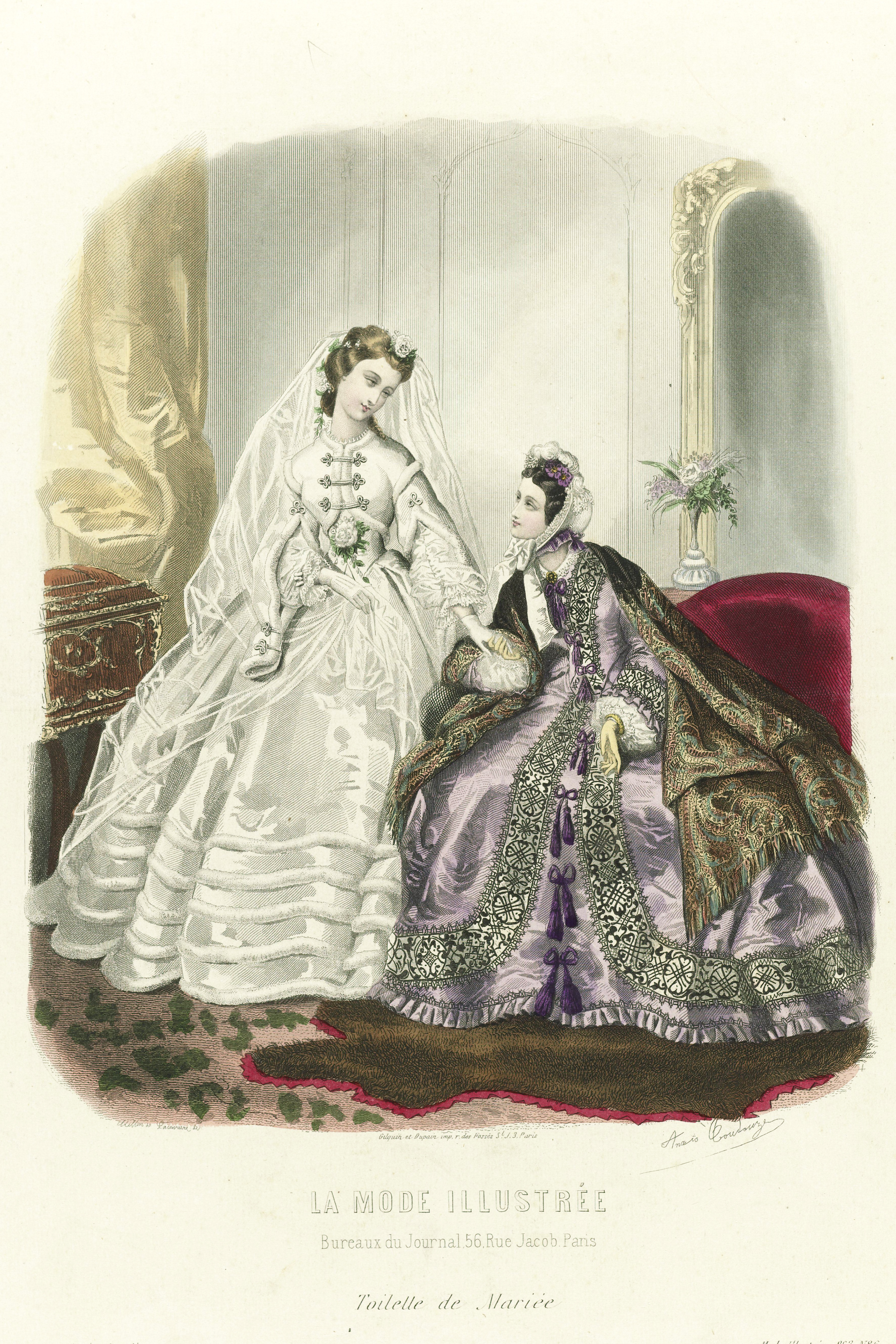
Toilette de mariée (1863), publicada em La Mode illustrée.
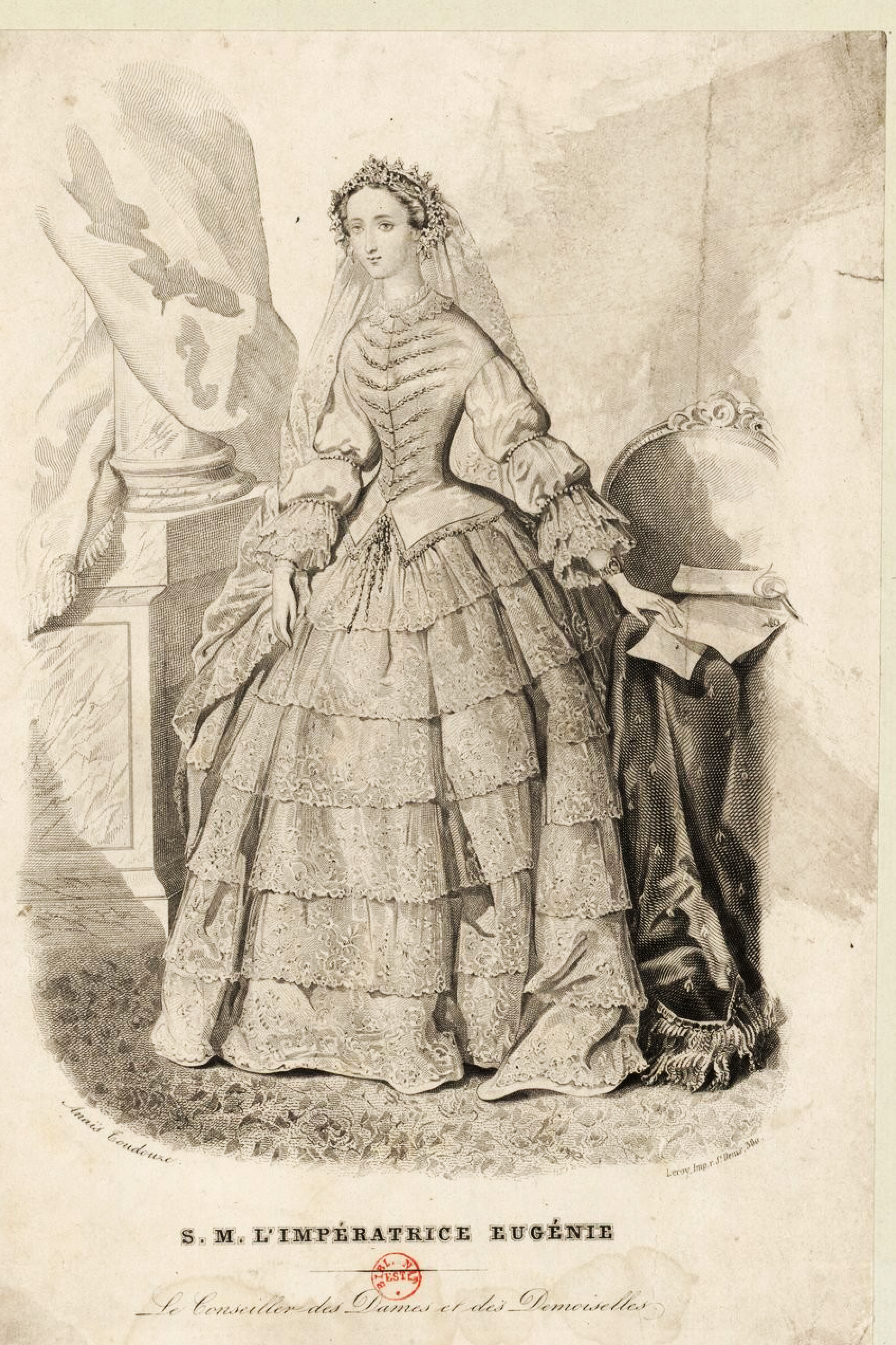
S.M. l'Imperatriz Eugénia, publicada em Le Conseiller des Dames et des Demoiselles.